# Пиеве Фошана
Пиеве Фошана (на италиански: Pieve Fosciana) е община в Италия, в региона Тоскана, провинция Лука. Общината се намира в планински район, наречен Гарфаняна в северната част на провинцията. Населението е около 4500 души (2001).